# Kanterboda
Kanterboda är ett naturreservat i Örebro kommun i Örebro län.
Området är naturskyddat sedan 1980 och är 48 hektar stort. Reservatet består av tallskog på hällmark, granskog och barrskog blandad med lövträd samt sumpig skog och kärrmark.